# Gemeindekolleg der VELKD
Das Gemeindekolleg der VELKD, eine Einrichtung der Vereinigten Evangelisch-Lutherischen Kirche Deutschlands (VELKD), wurde 1986 gegründet. Ursprünglich auf dem Gelände des Predigerseminars der Evangelisch-Lutherischen Landeskirche Hannovers in Celle angesiedelt zog das Gemeindekolleg 2008 nach Neudietendorf bei Erfurt um und ist seitdem mit anderen Einrichtungen der Evangelischen Kirche in Mitteldeutschland im „Zinzendorfhaus“ beheimatet. 
Zum Jahresende 2021 endete die Arbeit am Standort Neudietendorf. Ab 2022 soll die Arbeit des Gemeindekollegs der VELKD in einer Kooperation mit dem Forschungszentrum „Religiöse Kommunikationsprozesse in der Säkularität“ in Halle / Saale fortgesetzt werden.  
Das Gemeindekolleg der VELKD begleitet Kirchenentwicklung auf allen Ebenen kirchlicher Organisation vom Kirchenvorstand bis zur Leitungsperson. Das Profil des Gemeindekollegs entfaltet sich in den Arbeitsformen Prozessbegleitung und -beratung, Theologiewerkstatt, Training und Fortbildung sowie Netzwerkarbeit. Impulse aus der weltweiten Ökumene werden aufgenommen, Kooperationen mit anderen Trägern angestrebt.

## Entwicklungsarbeit
Als Forschungs- und Entwicklungsabteilung nimmt das Gemeindekolleg die aktuellen Herausforderungen des kirchlichen Lebens auf und sucht nach geistlicher Orientierung in wachsender Komplexität. Hier wird erkundet und erprobt, was weiterhelfen kann: Neue Bilder von Kirche und Gemeinde; lebendige Formen von Gemeindearbeit bei knappen materiellen Ressourcen; ungewohnte Wege zu und mit Menschen, die eigenverantwortlich auch außerhalb der verfassten Kirchen nach Gott suchen und religiös handeln; neue Haltungen, die befähigen mit Lücken zu leben, Brachen zu gestalten, Veränderungsprozesse geistlich zu begleiten und darauf zu achten, wie Gott Kirche in Bewegung setzt. Im Sinne der lutherischen Rechtfertigungsbotschaft fragt das Gemeindekolleg nach dem, was Gottes Liebe und Verlässlichkeit für das Wachsen und auch für das Welken in Gemeinden bedeutet – gerade dort, wo vieles unvollkommen ist und bleiben wird.

## Projekte
Aus der Entwicklungsarbeit der letzten Jahre ist eine Langzeitfortbildung zu spiritueller Prozessbegleitung entstanden, in der gefragt wird: Wie kann die spirituelle Dimension alltägliche Prozess- und Gestaltungsarbeit in Gruppen, Gremien und Gemeinden durchdringen? Wie können wir in der Kirche professionell arbeiten und zugleich theologisch verantwortlich mit dem Wirken des Geistes Gottes rechnen? Wie werden wir dabei den Herausforderungen wachsender Komplexität gerecht?

## Vernetzung
So geschieht die Arbeit in vielfältiger Vernetzung: in der Zusammenarbeit mit Pfarrerinnen und Pfarrern, mit Kirchenvorständen/Gemeindekirchenräten/Presbyterien, mit landeskirchlichen Einrichtungen und Kirchenleitungen, mit Menschen aus innovativen Forschungszweigen, Unternehmen und Medien, mit Konfessions- und Religionslosen.

## Veröffentlichungen
- Die Zeitschrift Kirche in Bewegung gibt jedes Jahr Einblick in die Entwicklungsarbeit des Gemeindekollegs. Aktuelle Ausgaben[1] können über den Amtsbereich der VELKD bezogen werden.
- Isabel Hartmann, Reiner Knieling: Gemeinde neu denken. Geistliche Orientierung in wachsender Komplexität. Gütersloh 2014
- Elke Schölper (Hrsg.): Sterbende begleiten lernen. Das Celler Modell zur Vorbereitung ehrenamtlicher in der Sterbebegleitung. Gütersloh 4. aktualisierte Auflage 2014
- Arbeitsgemeinschaft Missionarische Dienste, Gemeindekolleg der VELKD (Hrsg.): Gemeindeentwicklungstraining Praxisbuch Göttingen 2008